# Collin Cowgill
Collin Brannen Cowgill (né le 22 mai 1986 à Lexington, Kentucky, États-Unis) est un ancien voltigeur de la Ligue majeure de baseball.

## Carrière

### Diamondbacks de l'Arizona

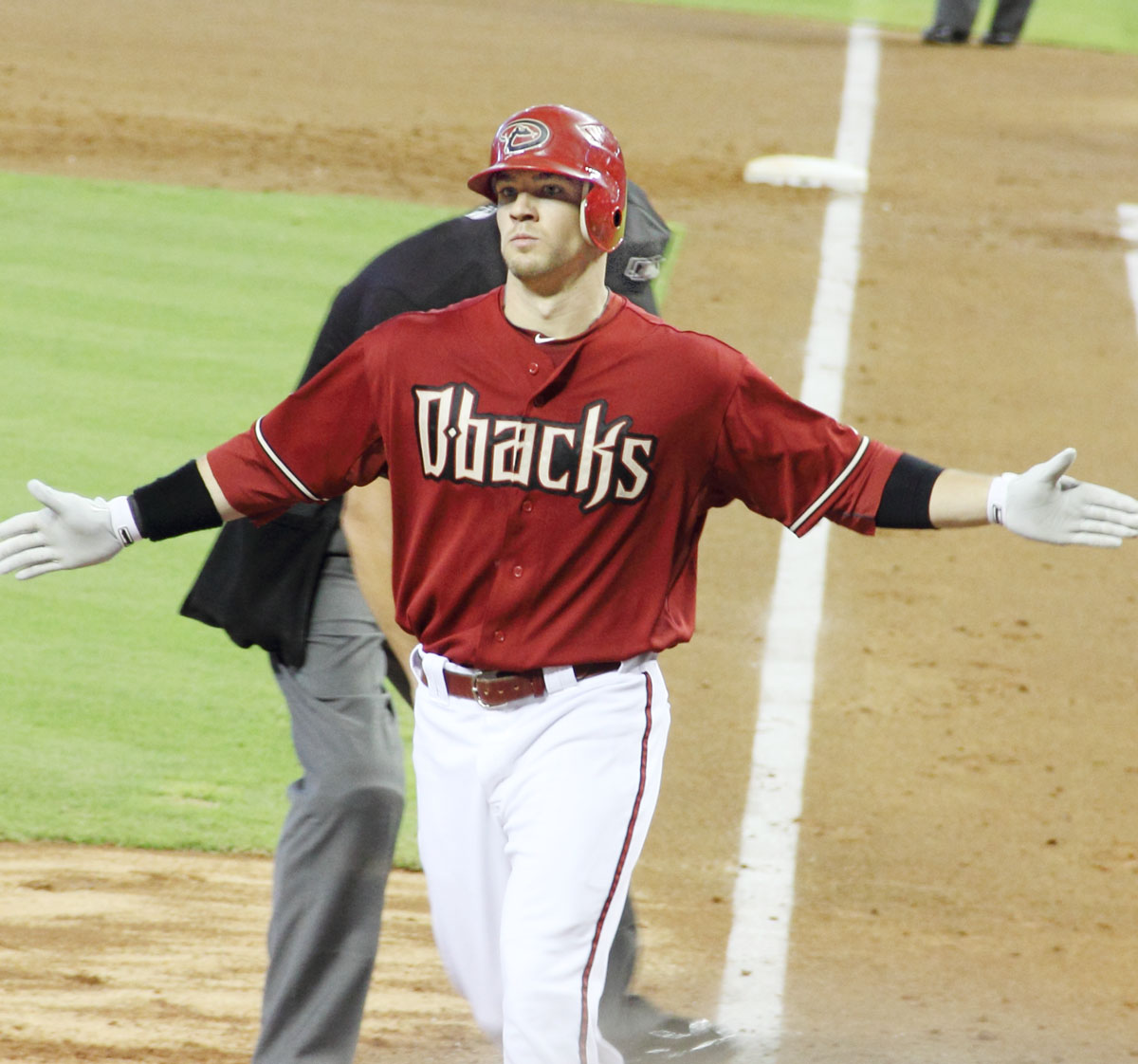
Cowgill en 2011 avec Arizona.

Joueur à l'Université du Kentucky, Collin Cowgill est au départ repêché par les Athletics d'Oakland au 29e tour de sélection en 2007 mais il ne signe pas avec le club. Il est par conséquent de nouveau disponible pour les clubs du baseball majeur, et les Diamondbacks de l'Arizona le choisissent au cinquième tour en 2008.
Cowgill fait ses débuts dans les majeures avec les Diamondbacks le 26 juillet 2011. Il frappe son premier coup sûr au plus haut niveau le 30 juillet face au lanceur Scott Elbert des Dodgers de Los Angeles. Il frappe son premier coup de circuit dans les majeures le 28 août suivant aux dépens de Cory Luebke des Padres de San Diego. Cowgill complète sa première saison avec une moyenne au bâton de ,239 en 36 parties pour Arizona, avec 22 coups sûrs, un circuit et neuf points produits. Il se signale en séries éliminatoires : à sa seule présence officielle au bâton dans la Série de divisions qui oppose les Diamondbacks aux Brewers de Milwaukee, il frappe un simple qui fait marquer deux points dans le quatrième affrontement entre les deux clubs.

### Athletics d'Oakland
Le 9 décembre 2011, les Diamondbacks échangent Cowgill et les lanceurs droitiers Jarrod Parker et Ryan Cook aux Athletics d'Oakland en retour du lanceur droitier Trevor Cahill et du lanceur gaucher Craig Breslow. En 2012, Cowgill dispute 38 parties des A's et frappe pour ,269 avec un circuit et neuf points produits.

### Mets de New York
Le 18 décembre 2012, Oakland transfère Cowgill aux Mets de New York contre le joueur de troisième but Jefry Marté. Il dispute 23 matchs avec les Mets en 2013 mais ne frappe que pour ,180 de moyenne au bâton.

### Angels de Los Angeles
Le 25 juin 2013, les Mets de New York échangent Cowgill aux Angels de Los Angeles contre Kyle Johnson, un voltigeur des ligues mineures. Il termine 2013 avec 4 circuits, 16 points produits et une moyenne au bâton de ,211 en 73 parties jouées au total pour les Mets et les Angels. En 2014, les Angels l'utilisent dans 106 matchs et il remet une moyenne au bâton de ,250 en 293 passages au bâton, avec 5 circuits et 21 points produits. Il ne frappe que pour ,188 en 55 matchs joués pour les Angels en 2015.

### Indians de Cleveland
Le 2 décembre 2015, les Angels transfèrent Cowgill aux Indians de Cleveland en échange d'une somme d'argent.